# Jan Riesenkampf
Jan Riesenkampf (Zabrze, Polònia, 1963) és un escriptor, poeta i traductor polonès. Va estudiar filologia polonesa a la Universitat Jagellònica de Cracòvia.
Ha traduït al polonès obres franceses de Jacques Brel, gregues de Konstandinos P. Kavafis, russes d'Okudzhava, Rozenbaum i Tsvetàieva, italianes de Cesare Pavese i obres catalanes de Lluís Llach com L'estaca, El bandoler o La gallineta.

## Obra seleccionada
- 1992: Koszula[1] (Cracòvia, 1992)[2]
- 1999: Wybrane[3] (Varsòvia, 1999)[4]
- 2002: jan.riesenkampf.com[5]
- 2005: Zwykly poeta (Varsòvia, 2005)[6]